# Sumerian Records
Sumerian Records ist ein US-amerikanisches Musiklabel, das seine Sitze in Washington, D.C. und Los Angeles hat. Das Label wurde 2006 von Ash Avildsen gegründet. Manager des Labels ist Shawn Keith. Fellsilent wurde die erste nicht-amerikanische Band bei dem Label, diese unterschrieb ihren Vertrag im Jahr 2008. Das Label schloss einen Vertrag mit der Videospiel-Reihe Rock Band, um Lieder für das Download-Portal der Serie zur Verfügung stellen zu können. Bis jetzt ist die Musik von Asking Alexandria, mit den Liedern The Final Episode (Let’s Change the Channel), A Prophecy und Hey There Mr. Brooks als Sample im Spiel vertreten. Lieder von Veil of Maya und After the Burial wurden ebenfalls bestätigt.
Im Mai 2011 nahm das Label die australische Band Dead Letter Circus unter Vertrag.

## Geschichte
Gegründet wurde Sumerian Records von Ash Avildsen im Jahr 2006. Die ersten beiden Bands, die bei Sumerian Records ihre Platten veröffentlichten, waren The Faceless und Stick to Your Guns. Erst ein Jahr nach der Veröffentlichung des Albums von Stick to Your Guns folgte mit The New Reign von Born of Osiris die dritte Herausgabe der Plattenfirma. Das Label startete in Avildsens Ein-Zimmer-Apartment in Venice Beach und seine Mutter unterstützte ihn beim Mailorder.
Nachdem George Valley die US-amerikanische Niederlassung des Labels Century Media im Jahr 2010 verlassen hatte, um seine Tätigkeit bei Sumerian Records zu starten, eröffnete er einen Labelsitz in Sherman Oaks. Der erste Vertriebspartner von Sumerian Records war Victory Records. Das Label gilt als ein Vorreiter der digitalen Promotion; so nutzte Sumerian als eine der ersten Label Internetplattformen wie Youtube und Facebook, um für die Veröffentlichungen seiner Künstler Werbung machen zu können. Valley verließ Sumerian im Jahr 2014 wieder und ging zurück zu Century Media. Der Sitz der kalifornischen Zweigstelle befindet sich inzwischen in Westwood.
Der Erfolg von Sumerian Records verlief in den ersten Jahren langsam. Durch Asking Alexandria und dessen Veröffentlichung Reckless & Relentless im Jahr 2011 änderte sich dies rapide; das Album ist das erste Werk des Labels, das die Top Ten der US-amerikanischen Albumcharts knacken konnte. Durch das schnelle Wachstum begann das Label zu experimentieren und nahm nach und nach in der Szene bekannte Vertreter unter Vertrag, darunter The Dillinger Escape Plan, Circa Survive und Body Count. Auch zeigte sich das Label für die Veröffentlichungen des DJs Borgore und des musikalischen Nebenprojektes von Chino Moreno, Crosses, verantwortlich.
Mit dem Signing der australischen Rockband Dead Letter Circus nahm das Unternehmen eine Band unter Vertrag, die zwar in ihrem Heimatland eine Größe in ihrer Szene ist, in den Vereinigten Staaten trotz der Veröffentlichung des Albums This Is the Warning im Jahr 2011 über dem Label nur sehr langsam Fuß fassen konnte.

## Struktur
Sumerian Records besitzt eine vertikal integrierte Struktur. So existiert neben der Plattenfirma, mit Sumerian Entertainment eine Managementagentur, die von Shawn Keith geführt wird und mit der Pantheon Agency eine Konzertagentur – welche vom Label unabhängig ist –, die dafür sorgt, dass die im Label integrierten Künstler kontinuierlich auf Tournee sind.

## Vermarktung
Das Label gilt als ein Vorreiter der digitalen Vermarktung. So begann Sumerian Records mit als eine der ersten Plattenfirmen Veröffentlichungen seiner Künstler auf Onlineplattformen wie Youtube und Facebook zu vermarkten. Im Jahr 2011 veröffentlichte das Label einen vermeintlichen Leak des neuen Albums der Band Born of Osiris auf BitTorrent. Benutzer des Downloadportals erhielten stattdessen Audiodateien, auf denen die Musiker furzen, sich unterhalten und Samples von Charlie Sheen spielen. 2012 veröffentlichte das Label ein Video in welchem I See Stars und Asking Alexandria ein Workout und eine Motivationsansprache von The Ultimate Warrior erhielten. 2014 veröffentlichten Upon a Burning Body eine Falschmeldung, in der es hieß, dass die Musiker entführt worden seien. Allerdings verneinte das Label, an dieser Marketing-Strategie involviert gewesen zu sein.
Ash Avildsen sagte in einem Interview mit Lambgoat, dass keine kompletten Alben von Bands, die bei Sumerian Records unter Vertrag stehen, bei Spotify veröffentlicht werden, da er die Meinung vertritt, dass Independentlabels wie Prosthetic Records, Metal Blade Records und eben Sumerian vergleichbar mit den Majorlabels vergütet werden sollten.
Sowohl die Fachpresse als auch Fans beschrieben diverse Veröffentlichungen des Labels, vor allem die der Bands Born of Osiris, Veil of Maya und The Faceless als „Sumeriancore“, was Labelgründer Ash Avildsen ablehnt.

## Bands (Auswahl)
- After the Burial
- Animals as Leaders
- Asking Alexandria
- Bad Omens
- Betraying the Martyrs (nur Nordamerika)
- Bizzy Bone
- Borgore (nur Nordamerika)
- Born of Osiris
- Circle of Contempt
- Come the Dawn
- Conducting from the Grave
- Creature Feature
- Dead Letter Circus
- Hollywood Undead
- The Dillinger Escape Plan
- Enfold Darkness
- Evan Brewer
- The Francesco Artusato Project
- The Faceless
- The HAARP Machine
- I See Stars
- I, the Breather
- Jonathan Davis
- Lower Than Atlantis
- Make Me Famous[10]
- Palaye Royale
- Periphery
- Poppy
- Stick to Your Guns
- Stray from the Path
- Structures
- T.R.A.M.
- Upon a Burning Body
- Veil of Maya

## Veröffentlichungen (Auswahl)
- 2006: The Faceless – Akeldama
- 2007: Stick to Your Guns – For What It's Worth
- 2007: Born of Osiris – The New Reign
- 2008: Sea of Treachery – At Daggers Drawn
- 2008: Stray from the Path – Villains
- 2008: Agraceful – The Great I Am
- 2008: ABACABB – Supervivalist
- 2010: Bizzy Bone – Crossroads: 2010
- 2011: Betraying the Martyrs – Breathe in Life
- 2012: Stick to Your Guns – Diamond
- 2012: Make Me Famous – It’s Now or Never
- 2013: Asking Alexandria – From Death to Destiny
- 2014: Come the Dawn – Light of the World
- 2015: From First to Last – Dead Trees